# Mario Doyon
Mario Doyon (Québec, 27 agosto 1968) è un ex hockeista su ghiaccio canadese.

## Carriera
Difensore di stecca destra, ha indossato sempre la casacca numero 23.
Dopo la trafila delle giovanili prima in QAAA coi Ste-Foy Gouverneurs fino all'età di 17 anni, poi nella prestigiosa QMJHL coi Drummondville Voltigeurs per altre tre stagioni, Doyon passò, nel 1988-89, ai Chicago Blackhawks, da cui era stato selezionato già nel 1986 (119ª scelta assoluta).
Nella sua stagione da rookie mette assieme 7 presenze in NHL, mentre per il resto della stagione gioca ai Saginaw Hawks in IHL. Dopo una sola stagione cambiò casacca, tornando nella sua Québec, con i Québec Nordiques. Anche qui le presenze sono poche (9), e la stagione viene divisa tra IHL (Indianapolis Ice) e AHL (Halifax Citadels).
La stagione 1990-91 è stata l'ultima in NHL, ancora con i Nordiques: 12 presenze. Per il resto della stagione è stato protagonista ancora ad Halifax.
Seguiranno poi altre tre stagioni pressoché interamente in AHL, da protagonista.
Nella stagione 1994-95 ha inizio la sua avventura europea, dall'Italia: si accasa all'HC Bolzano con cui disputa il vittorioso Torneo 6 nazioni e il campionato, il cui esito è stato altrettanto felice.
Doyon tornò poi per una stagione in America, in IHL coi San Francisco Spiders, ma nel 1996-97 è andato in Svizzera, dove con l'SCL Tigers gioca due stagioni in Nationalliga B, guadagnando la promozione nel 1997-98, e la seguente stagione in Nationalliga A.
Si trasferì poi in Germania, dove ha giocato per quattro stagioni nella Deutsche Eishockey-Liga (DEL), prima coi Kölner Haie, poi coi Krefeld Pinguine (con cui vince il campionato 2002-03).
Dopo sette stagioni consecutive nel Vecchio Continente, Doyon è ritornato in Nord America: nel 2003-04 torna agli Indianapolis Ice (che nel frattempo erano passati alla CHL) come giocatore-assistente allenatore.
Gioca le sue ultime partite coi Corpus Christi Rayz, sempre in CHL, nella stagione successiva. Abbandona però dopo due incontri per dedicarsi definitivamente all'allenamento nella lega giovanile CSDHL.